# Nižná Slaná
Nižná Slaná (in ungherese Alsósajó, in tedesco Nieder-Salz) è un comune della Slovacchia facente parte del distretto di Rožňava, nella regione di Košice.